# Tiefenbach (Braunfels)
Tiefenbach ist ein Stadtteil von Braunfels im mittelhessischen Lahn-Dill-Kreis.

## Geografische Lage
Der Ort liegt in den nördlichen Ausläufern des Taunus, nordwestlich der Kernstadt von Braunfels und unweit der Lahn. Tiefenbach liegt in einem Tal, das teilweise von Wald umgeben ist. In der Tiefenbacher Gemarkung entspringt der Lindelbach, der das Dorf verrohrt durchfließt und nordwestlich, unweit der Siedlungsgrenze in die Lahn mündet. Die nächste größere Stadt ist Wetzlar, die etwa 14 Kilometer entfernt liegt.

## Geschichte

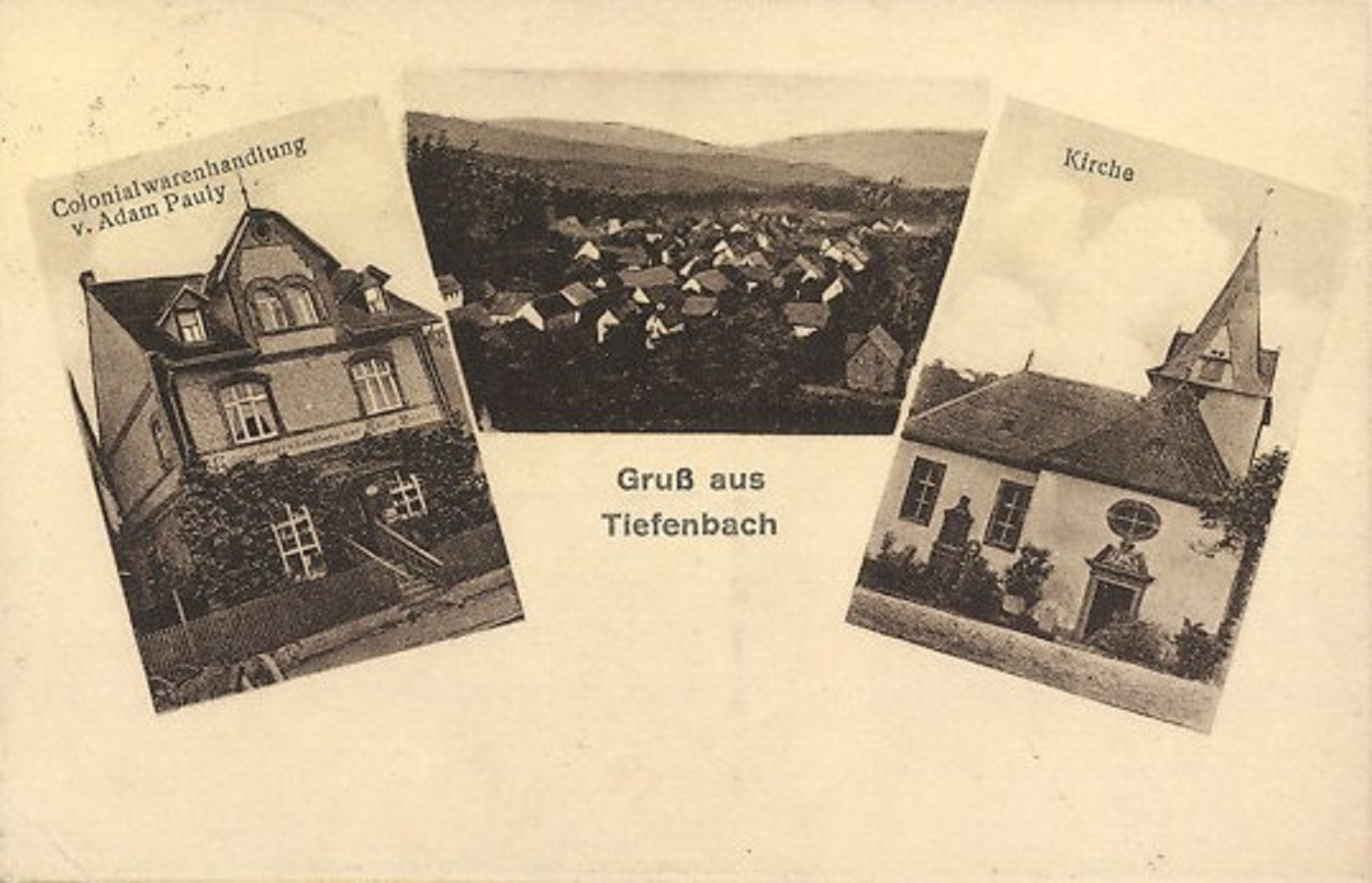
Ansichtskarte der 1920er Jahre

### Ortsgeschichte
Tiefenbach wurde erstmals im Jahr 1245 als Difenbach urkundlich erwähnt, als Graf Heinrich I. von Solms von dem Adligen Volpert von Gemünden dessen Güter im Ort kauft. Diese Ersterwähnung ist gleichzeitig die der Stadt Braunfels, da in der Verhandlung auch erstmals der Name Brunenvelß genannt wird.
Während des Dreißigjährigen Krieges wird der Ort sowohl von spanischen (1621) und kaiserlichen (1622), als auch (1634) von schwedischen Truppen überfallen, die Bewohner werden ausgeraubt. Gegen Ende des Dreißigjährigen Krieges war die Ortschaft schließlich nicht mehr bewohnt, da die Einwohner nach Braunfels geflohen waren.
Hessische Gebietsreform (1970–1977)
Im Zuge der Gebietsreform in Hessen fusionierten zum 31. Dezember 1971 die bis dahin selbstständige Gemeinden Tiefenbach, Bonbaden, Neukirchen und die Stadt Braunfels auf freiwilliger Basis zur erweiterten Stadt Braunfels. Alle eingegliederten Gemeinden wurden Stadtteile.
Für alle Stadtteile wurde je ein Ortsbezirke per Hauptsatzung gebildet.

### Verwaltungsgeschichte im Überblick
Die folgende Liste zeigt die Staaten und Verwaltungseinheiten, denen Tiefenbach angehört(e):
- vor 1806: Heiliges Römisches Reich, Fürstentum Solms-Braunfels, Anteil der Grafschaft Solms, Amt Braunfels
- ab 1806: Herzogtum Nassau,[Anm. 2] Amt Braunfels[Anm. 3]
- ab 1816: Königreich Preußen,[Anm. 4] Provinz Großherzogtum Niederrhein, Regierungsbezirk Koblenz, Kreis Braunfels[8]
- ab 1822: Königreich Preußen, Rheinprovinz, Regierungsbezirk Koblenz, Kreis Wetzlar[Anm. 5]
- ab 1866: Norddeutscher Bund,[Anm. 6] Königreich Preußen, Rheinprovinz, Regierungsbezirk Koblenz, Kreis Wetzlar
- ab 1871: Deutsches Reich, Königreich Preußen, Rheinprovinz, Regierungsbezirk Koblenz, Kreis Wetzlar
- ab 1918: Deutsches Reich (Weimarer Republik), Freistaat Preußen, Rheinprovinz, Regierungsbezirk Koblenz, Kreis Wetzlar
- ab 1932: Deutsches Reich, Freistaat Preußen, Provinz Hessen-Nassau, Regierungsbezirk Wiesbaden, Kreis Wetzlar
- ab 1944: Deutsches Reich, Freistaat Preußen, Provinz Nassau, Kreis Wetzlar
- ab 1945: Amerikanische Besatzungszone,[Anm. 7] Groß-Hessen, Regierungsbezirk Wiesbaden, Kreis Wetzlar
- ab 1949: Bundesrepublik Deutschland, Land Hessen, Regierungsbezirk Wiesbaden, Kreis Wetzlar
- ab 1968: Bundesrepublik Deutschland, Land Hessen, Regierungsbezirk Darmstadt, Kreis Wetzlar
- ab 1972: Bundesrepublik Deutschland, Hessen, Regierungsbezirk Darmstadt, Kreis Wetzlar, Stadt Braunfels[Anm. 8]
- ab 1977: Bundesrepublik Deutschland, Land Hessen, Regierungsbezirk Darmstadt, Lahn-Dill-Kreis, Stadt Braunfels
- ab 1981: Bundesrepublik Deutschland, Land Hessen, Regierungsbezirk Gießen, Lahn-Dill-Kreis, Stadt Braunfels

## Bevölkerung

### Einwohnerentwicklung
| Tiefenbach: Einwohnerzahlen von 1834 bis 2021 | Tiefenbach: Einwohnerzahlen von 1834 bis 2021 | Tiefenbach: Einwohnerzahlen von 1834 bis 2021 | Tiefenbach: Einwohnerzahlen von 1834 bis 2021 | Tiefenbach: Einwohnerzahlen von 1834 bis 2021 |
| --- | --------------------------------------------- | --------------------------------------------- | --------------------------------------------- | --------------------------------------------- |
| Jahr |                                               |                                               |                                               | Einwohner                                     |
| 1834 | 1834                                          |                                               | 426                                           | 426                                           |
| 1840 | 1840                                          |                                               | 503                                           | 503                                           |
| 1846 | 1846                                          |                                               | 567                                           | 567                                           |
| 1852 | 1852                                          |                                               | 579                                           | 579                                           |
| 1858 | 1858                                          |                                               | 560                                           | 560                                           |
| 1864 | 1864                                          |                                               | 609                                           | 609                                           |
| 1871 | 1871                                          |                                               | 616                                           | 616                                           |
| 1875 | 1875                                          |                                               | 625                                           | 625                                           |
| 1885 | 1885                                          |                                               | 639                                           | 639                                           |
| 1895 | 1895                                          |                                               | 695                                           | 695                                           |
| 1905 | 1905                                          |                                               | 703                                           | 703                                           |
| 1910 | 1910                                          |                                               | 724                                           | 724                                           |
| 1925 | 1925                                          |                                               | 805                                           | 805                                           |
| 1939 | 1939                                          |                                               | 837                                           | 837                                           |
| 1946 | 1946                                          |                                               | 1.099                                         | 1.099                                         |
| 1950 | 1950                                          |                                               | 1.041                                         | 1.041                                         |
| 1956 | 1956                                          |                                               | 1.006                                         | 1.006                                         |
| 1961 | 1961                                          |                                               | 977                                           | 977                                           |
| 1967 | 1967                                          |                                               | 1.033                                         | 1.033                                         |
| 1970 | 1970                                          |                                               | 1.039                                         | 1.039                                         |
| 1980 | 1980                                          |                                               | ?                                             | ?                                             |
| 1990 | 1990                                          |                                               | ?                                             | ?                                             |
| 2000 | 2000                                          |                                               | ?                                             | ?                                             |
| 2011 | 2011                                          |                                               | 1.068                                         | 1.068                                         |
| 2021 | 2021                                          |                                               | 1.120                                         | 1.120                                         |
| Datenquelle: Historisches Gemeindeverzeichnis für Hessen: Die Bevölkerung der Gemeinden 1834 bis 1967. Wiesbaden: Hessisches Statistisches Landesamt, 1968. Weitere Quellen: LAGIS; Gemeinde Braunfels; Zensus 2011 |                                               |                                               |                                               |                                               |

### Einwohnerstruktur 2011
Nach den Erhebungen des Zensus 2011 lebten am Stichtag, dem 9. Mai 2011, in Tiefenbach 1068 Einwohner. Darunter waren 39 (3,6 %) Ausländer.
Nach dem Lebensalter waren 174 Einwohner unter 18 Jahren, 444 zwischen 18 und 49, 228 zwischen 50 und 64 und 222 Einwohner waren älter.
Die Einwohner lebten in 477 Haushalten. Davon waren 147 Singlehaushalte, 141 Paare ohne Kinder und 135 Paare mit Kindern, sowie 42 Alleinerziehende und 12 Wohngemeinschaften. In 99 Haushalten lebten ausschließlich Senioren und in 321 Haushaltungen lebten keine Senioren.

### Historische Religionszugehörigkeit
| • 1834: | 409 evangelische (= 96,0 %), 17 jüdische (= 4,1 %) Einwohner      |
| • 1961: | 899 evangelische (= 92,02 %), 65 katholische (= 6,65 %) Einwohner |

## Politik
Für Tiefenbach besteht ein Ortsbezirk (Gebiete der ehemaligen Gemeinde Tiefenbach) mit Ortsbeirat und Ortsvorsteher nach der Hessischen Gemeindeordnung.
Der Ortsbeirat besteht aus fünf Mitgliedern. Bei den Kommunalwahlen in Hessen 2021 betrug die Wahlbeteiligung zum Ortsbeirat 55,02 %. Dabei wurden gewählt: drei Mitglieder der SPD und zwei Mitglieder der CDU. Der Ortsbeirat wählte Ute Dietrich (SPD) zur Ortsvorsteherin.

## Kultur und Sehenswürdigkeiten

### Weinbau
Seit 1994 wird in Tiefenbach wieder Wein angebaut. Der Weinberg befindet sich in Südhanglage am Ortsrand und gehört zur Großlage Lahntal im Weinbaugebiet Mittelrhein.

### Bauwerke

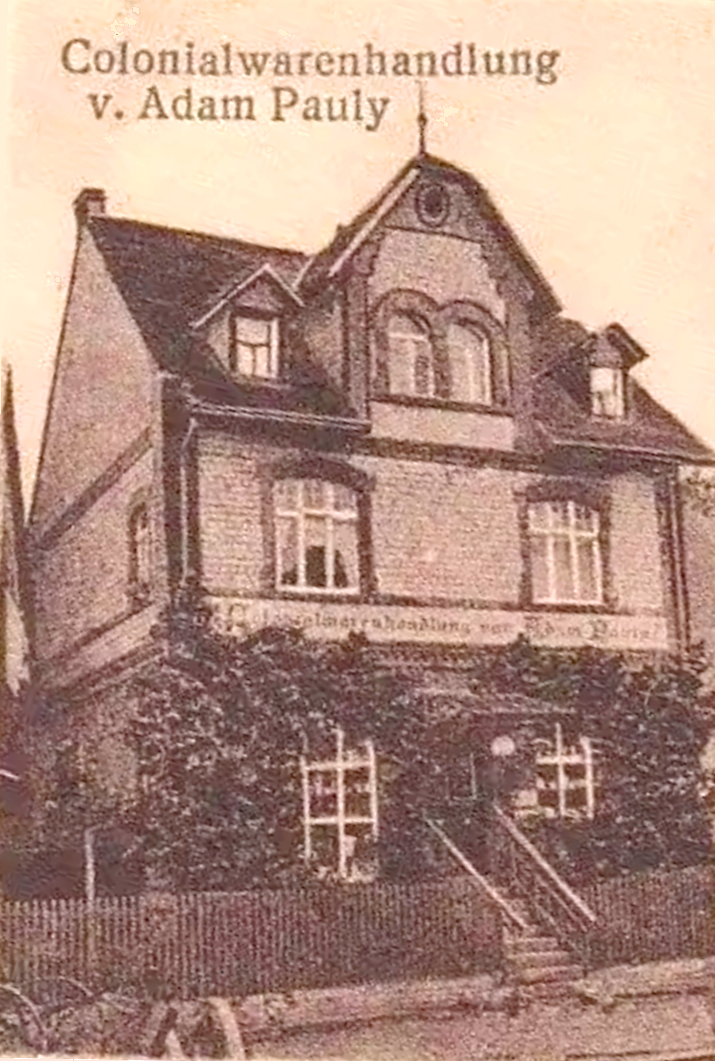
Colonialwarenhandlung von Adam Pauly, Im Espchen 3, um 1920
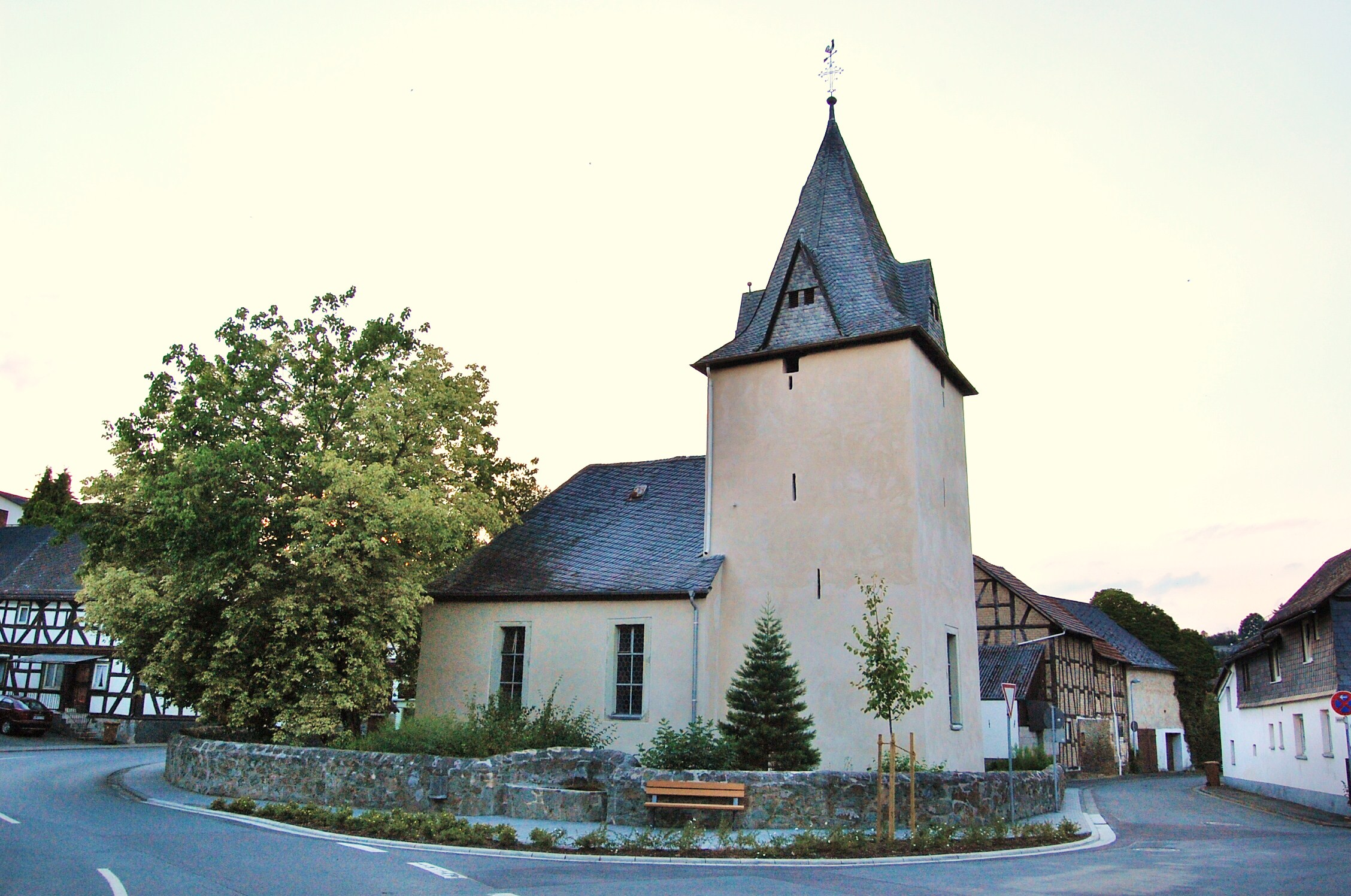
Tiefenbacher Kirche (alte Wehrkirche), links die älteste Schule des Ortes (als solche genutzt 1684–1847)
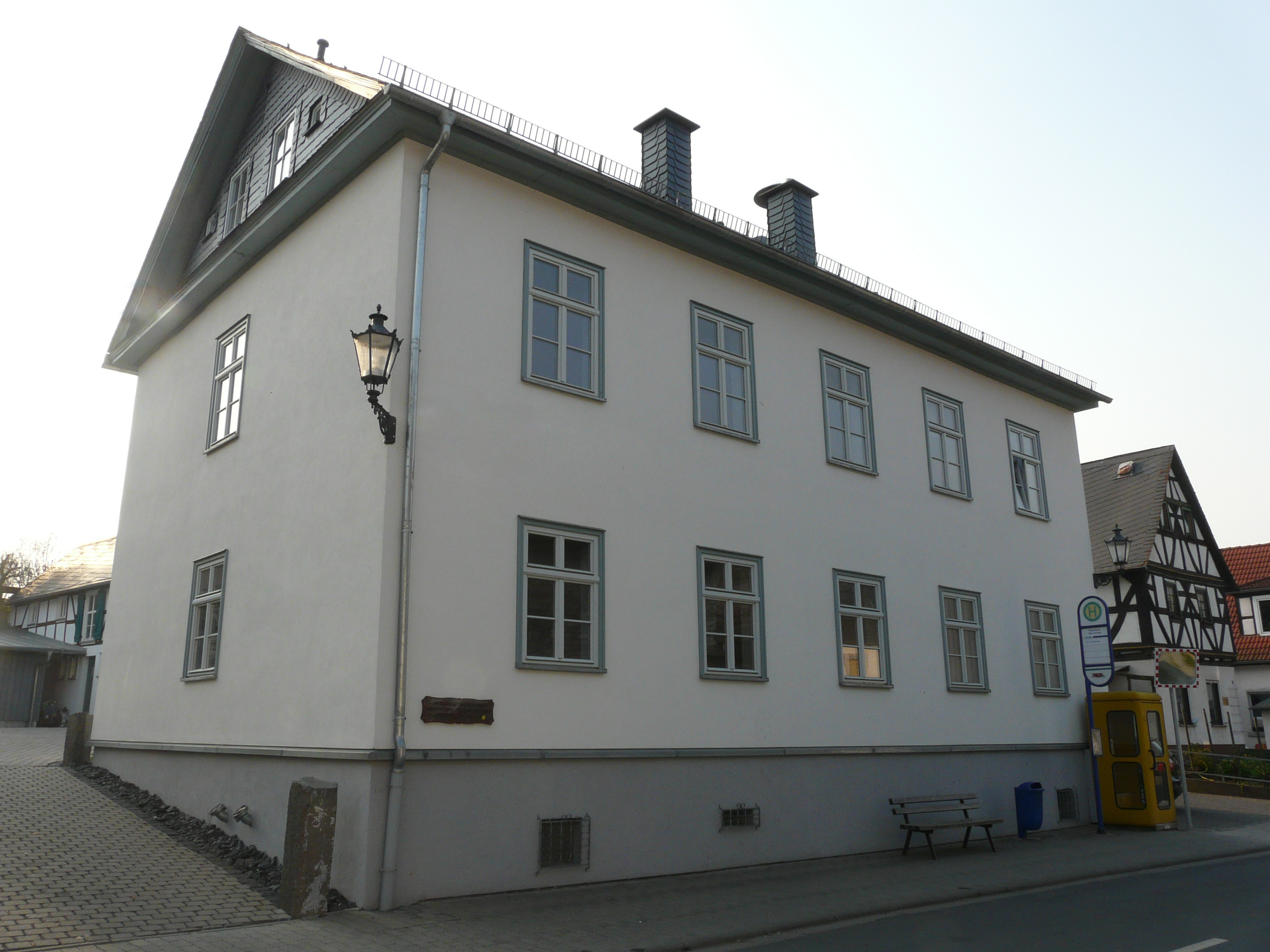
Ehemalige Schule
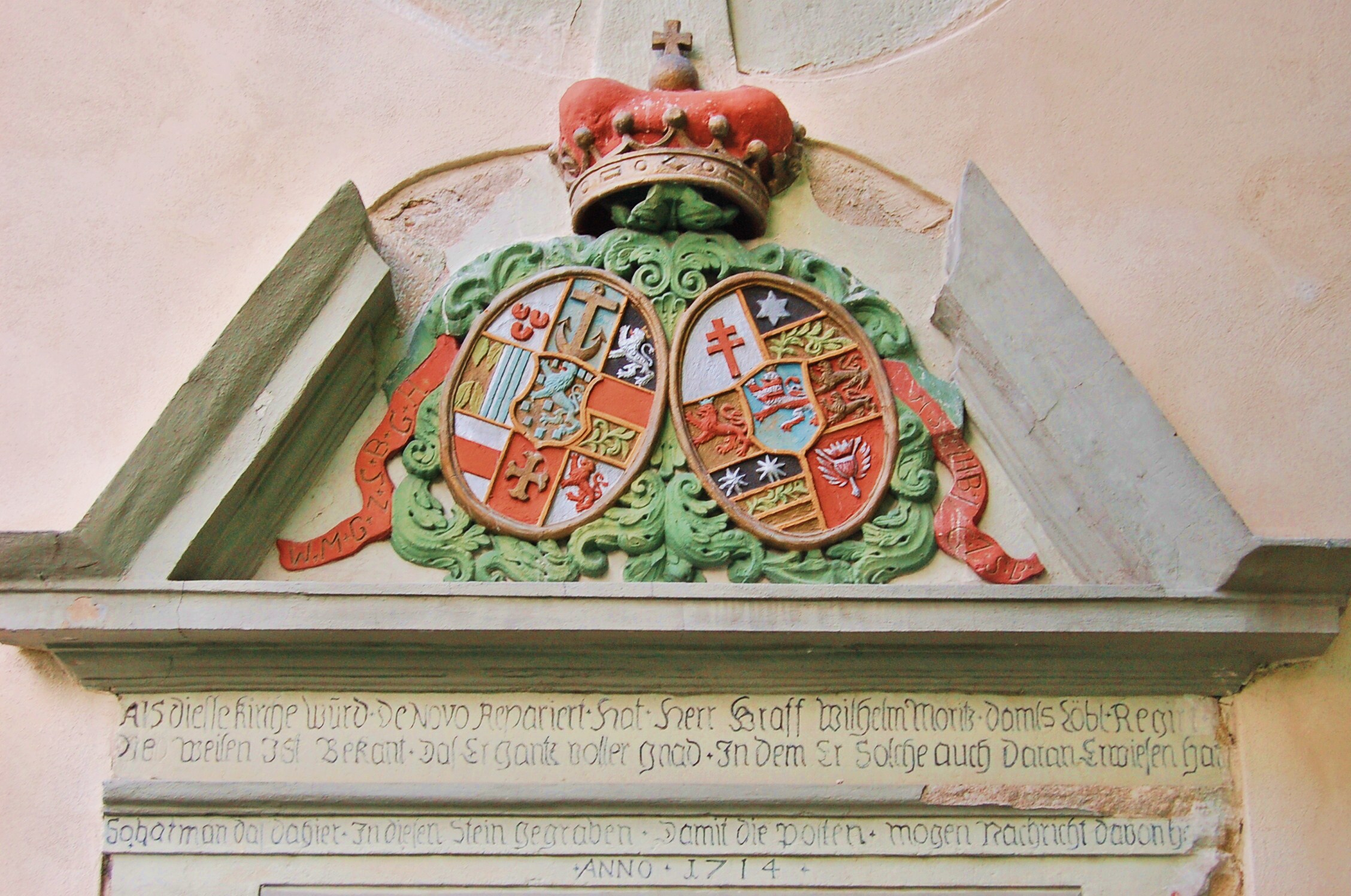
Barocker Portalschmuck an der Kirche: Allianzwappen des Jahres 1714 des Grafenpaares Wilhelm Moritz zu Solms-Braunfels und Magdalene Sophie, einer geborenen Landgräfin zu Hessen-Homburg
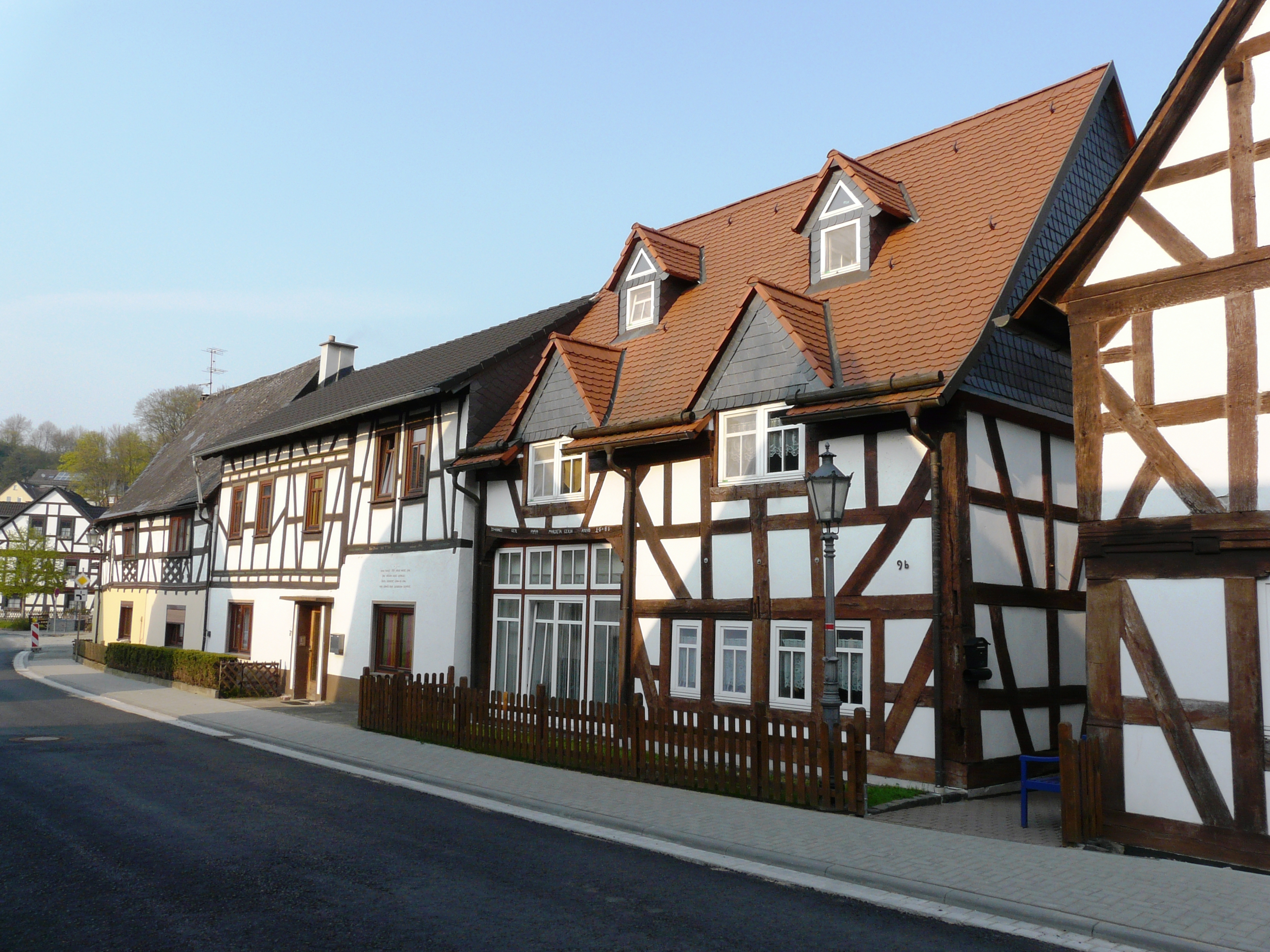
Fachwerkhäuserzeile in der Mittelstraße

## Verkehr
Der Ort liegt nahe der Bundesstraße 49 und besitzt eine eigene Ausfahrt. Sie ist über die K 380 zu erreichen, welche gleichzeitig die Hauptstraße von Tiefenbach ist und dort als Neue Kreisstraße und Am Hühnerberg geführt wird. Sie verläuft weiter Richtung Südosten und führt nach etwa 5 Kilometern auf die L 3451 am westlichen Rand der Kernstadt von Braunfels.
Der nächstgelegene Bahnhof befindet sich im benachbarten Leun-Stockhausen.

## Persönlichkeiten
- Gerhard Bökel (* 1946), wohnte als hessischer Innenminister und hessischer SPD-Fraktions- und Landesvorsitzender in Tiefenbach
- Manuel Möglich (* 1979), Journalist und Dokumentarfilmer, wuchs in Tiefenbach auf